# James Heyward Trapier
Pour les articles homonymes, voir Trapier.
James Heyward Trapier (24 novembre 1815 - 21 décembre 1865), est un officier de carrière dans l'armée des États-Unis qui s'est battu pendant la guerre américano-mexicaine. Il sert également en tant que général confédéré au cours de la guerre de Sécession, décédant peu de temps après sa conclusion.

## Avant la guerre
Trapier naît en 1815 dans une plantation appelée « Windsor », située le long de la Black Rivier, près de la ville de Georgetown, en Caroline du Sud. En 1834, il entre à l'académie militaire américaine à West Point, et est diplômé quatre ans plus tard, classé troisième sur 45 cadets. P. G. T. Beauregard, que Trapier servira sous plus tard dans la vie, s'est classé deuxième de cette même promotion. Il est nommé second lieutenant dans le 1st U.S. Artillery, le 1er juillet 1838. Six jours plus tard, Trapier est transféré dans le corps du génie, et il est promu premier lieutenant le 1er juillet 1839. Il est un cousin de Thomas F. Drayton.
Dans son travail pour les ingénieurs, Trapier contribue à la construction de défenses côtières des États-Unis. Il sert également lors de la guerre américano-mexicaine en 1846-1848, et il démissionne de sa commission le 28 février 1848 Après avoir déposé sa démission, Trapier retourne dans sa plantation de Caroline du Sud, et devient planteur. Il est également actif dans la milice de l'État de Caroline du Sud, se hissant au grade de colonel et de servant comme aide-de-camp de la milice. En tant que chef de l'ordonnance de la Caroline du Sud, Trapier « veille à ce que l'État soit bien armé ».

## Guerre de Sécession
Au début de la guerre de Sécession, en 1861, Trapier choisit de suivre son État d'origine et la cause confédérée. Il entre dans l'armée confédérée en janvier, et est affecté comme capitaine dans les ingénieurs ainsi qu'aide-de-camp du gouverneur de la Caroline du Sud Francis W. Pickens. Puis, il commence son service sous les ordres du général Beauregard, faisant partie de son état-major en avril et chef ingénieur du nouvellement formé département de la Caroline du Sud jusqu'en novembre. Il aide alors Beauregard dans la construction de batteries d'artillerie dans le port de Charleston, et le 19 juin, il est promu commandant et est affecté quartier-maître adjoint.
Trapier est promu brigadier général le 21 octobre 1861. Il commande le département de la Floride du centre et de l'est du 22 octobre au 5 novembre 1861.
Il reçoit le commandement du district du centre et de l'est de la Floride à partir du 5 novembre jusqu'au 14 mars de l'année suivante. Il est ensuite envoyé sur le théâtre occidental et l'armée du Mississippi du général Albert Sidney Johnston, et le brigadier général Joseph Finegan prenant la relève de son commandement du district en avril. Trapier est nommé pour diriger la quatrième brigade de la deuxième division du deuxième corps du major général Braxton Bragg en mars. Le général Beauregard assume le commandement de l'armée du Mississippi, à la mort de Johnston à Shiloh, et la mène au cours de la première bataille de Corinth à la fin d'avril.
Trapier reçoit ensuite temporairement le commandement de la première division du premier corps le 14 avril, lors de son commandant, Charles Clark, tombe malade. Lorsque Clark récupère, Trapier reçoit ensuite le commandement temporaire de la deuxième division du deuxième corps de Bragg, et la conduit à ce titre au cours de la bataille de Farmington. La performance de Trapier pendant le siège de l'Union à Corinth est fortement critiquée et Bragg, maintenant commandant de l'armée, le relève de son commandement et le renvoie chez lui pour servir en Caroline du Sud.
En novembre 1862, Trapier reçoit le commandement du quatrième district militaire de Caroline du Sud, dont le siège est à Georgetown. Ce district comprend la région de la frontière de Caroline du Nord jusqu'à la rivière Santee. Trapier renforce la défense de ce district en plaçant des troupes dans des fortifications côtières, notamment la batterie White, qui garde la baie de Winyah.
En avril 1863, Trapier est appelé par le général P. G. T. Beauregard, qui à ce moment commande à Charleston, pour commander la garnison située sur l'île Sullivan lors de l'assaut naval de l'Union de l'amiral Samuel Du Pont sur la ville. L'attaque de DuPont échoue et, avec Charleston sauvée, Trapier revient à Georgetown.
Après le mois d'avril 1863, Trapier fait une bonne performance au commandement du district, bien que constamment en proie à un manque de matériel et de troupes. Trapier demande au gouvernement confédéré à plusieurs reprises plus de troupes pour défendre ce district ; toutefois, le gouvernement alloue des renforts de troupes aux théâtres plus actifs.
Le district de Trapier est sans encombre jusqu'au 25 février 1865, lorsque la flotte de l'Union de l'amiral John Dahlgren navigue dans le port de Georgetown et s'empare de la ville. Trapier évacue la ville et ses fortifications périphériques avant leur occupation en accord avec la reddition de Charleston. Le 1er mars 1865, le navire amiral de l'amiral Dahlgren, l'USS Harvest Moon, entre en collision avec une torpille qui a été placée là sur ordre de Trapier. L'amiral s'en sort indemne, mais le Harvest Moon coule.
Il n'y a pas d"archive montrant que le général Trapier a jamais été capturé ou libéré sur parole. Trapier n'est pas avec les forces confédérées sous les ordres su général Joseph Johnston en Caroline du Nord au moment de la capitulation.

## Après la guerre
Après la fin de la guerre, Trapier retourne à l'agriculture en Caroline du Sud. Il décède à l'âge de 50 ans au cours de l'hiver 1865, dans la maison d'un ami à Georgetown. Il est enterré dans le cimetière de Prince George Winyah.